# UNCHANGED
『UNCHANGED』（アンチェンジド）は、URATA NAOYAのカバー・アルバム。2013年12月4日発売。

## 概要
シンガーとして自身が影響を受けた楽曲をカバーしたものを収録したカバー・アルバムである。自身のソロ・プロジェクト「URATA NAOYA 30th Anniversary Cover Project」として2013年2月よりiTunesで配信された楽曲に加え新たなカバー「あなたのキスを数えましょう 〜You were mine〜」「All My Love To You with ISSA」の2曲、ボーナス・トラックには自身作詞のオリジナル楽曲を収録している。
初回盤はスリーブ仕様である。AAAのファンクラブ「AAA Party」では特典に直筆サイン、mu-moでは特典に生写真が1枚封入された。

## 収録曲

### CD
1. It's just love
原曲:MISIA
2. Time goes by
原曲：Every Little Thing
3. LOVE SONG
原曲：CHAGE&ASKA
4. I WANT IT THAT WAY
原曲：バックストリートボーイズ
5. 世界でいちばん熱い夏
原曲：プリンセス プリンセス
6. 君がいるだけで
原曲：米米CLUB
7. やさしいキスをして
原曲：DREAMS COME TRUE
8. あなたのキスを数えましょう 〜You were mine〜
原曲：小柳ゆき
9. All My Love To You with ISSA
原曲：DA PUMP
カバー元のDA PUMPのメンバーであるISSAとのコラボレーションが実現し、編曲には作曲者のm.c.A・Tこと富樫明生が担当した。
10. 僕が一番欲しかったもの
原曲：槇原敬之

※Bonus Track
1. 君に逢えないから